# Occhio di lince
Occhio di lince (Who Done It?) è un film del 1956 diretto da Basil Dearden.
È un film commedia britannico con Benny Hill, Belinda Lee e David Kossoff.

## Trama
Hugo Dill è un inserviente che lavora in un palazzetto del ghiaccio, ma sogna di diventare un famoso investigatore; uomo buffo ed imbranato, riuscirà comunque a prendere e consegnare alla giustizia un gruppo di spie del blocco orientale.

## Produzione
Il film, diretto da Basil Dearden su una sceneggiatura di T.E.B. Clarke, fu prodotto da Michael Relph per la Michael Balcon Productions e la Ealing Studios e girato negli Ealing Studios a Ealing, e ad Earl's Court, a Londra.

## Distribuzione
Il film fu distribuito con il titolo Who Done It? nel Regno Unito dal 20 marzo 1956 al cinema dalla J. Arthur Rank Film Distributors. Negli Stati Uniti il film non fu distribuito fino agli anni 1970 quando fu reso disponibile al mercato nordamericano per capitalizzare il successo del Benny Hill Show.
Altre distribuzioni:
- in Finlandia il 27 luglio 1956 (Hassu dekkari)
- in Danimarca il 30 luglio 1956 (Blondinen og blodhunden)
- in Svezia il 12 novembre 1956 (Privatdeckar'n)
- in Grecia (Modernoi Sherlock Holmes)
- in Italia (Occhio di lince)

## Critica
Secondo Leonard Maltin è "l'unico film pensato apposta per Hill" e si rivela "una commedia alla Red Skelton" con molte gag fisiche studiate al dettaglio. Il target, tuttavia, si rivela il pubblico composto da giovanissimi.